# Соломон Ляйнберг

Офіцери 6-ї бригади Галицької армії. Вінниця, 11 листопада 1919. У нижньому ряду в центрі — командир Жидівського пробоєвого куреня Соломон Ляйнберг

Соломон Ляйнберг (Ляймберг) (1891, м. Тернопіль — 9 квітня 1938, м. Ленінград) — український військовий діяч єврейського походження, поручник Української Галицької Армії.

## Життєпис
Соломон Ляйнберг народився 1891 року в Тернополі. Закінчив Першу Тернопільську гімназію, а згодом юридичний факультет Львівського університету.

### В УГА
Під час Першої світової війни був поручником 15-го піхотного полку австрійської армії, а після проголошення ЗУНР — командир єврейської міліції в місті Тернополі.
У червні 1919 року Ляйнберга призначили командиром Жидівського пробоєвого куреня Першого Галицького корпусу УГА. Відзначився у боях з поляками. До єврейського куреня (батальйону) УГА входили 4 стрілецьких — по 200—220 вояків- і скорострільна — 8 кулеметів — сотні, й 3 чоти — кінноти, саперна та зв'язку.
3 серпня 1919 пробойовий курінь Ляйнберга взяв Михальпіль, полонивши при цьому майже весь більшовицький гарнізон. Внаслідок такого успіху 21-ша Збаразька бригада УГА, а разом із нею і Жидівський курінь, відпочивали в Михальпілі дві доби. Як авангард бригади курінь першим дійшов до передмість Києва — станції Святошино — і, зайнявши її, утримував до загального відходу УГА з Києва.
З березня 1920 в ЧУГА.
За однією із версій: Соломон Ляйнберг повернувся у 1920 році до Тернополя і був замордований поляками за участь у Українсько-польській війні.
За іншою: Ляйнберг залишився в Радянській Україні, з 1921 член ВКП(б). Служив начальником радіочастини 4-го (розвідувального) управління штабу РСЧА. Проживав за адресою — м. Москва, Смоленський бульвар, буд. 53, кв. 98.
У 1933 був засуджений до 3-х років позбавлення волі, після звільнення працював завідувачем радіовузла Белбаткомбінату в Карелії.
Повторно заарештований 3 жовтня 1937 та засуджений до вищої міри покарання. Розстріляний 9 квітня 1938 року в Ленінграді.

## Вшанування пам'яті
З 1992 року у Львові на вшанування його пам'яті названо вулицю.